# إيرني كورتني
إيرني كورتني (بالإنجليزية: Ernie Courtney) هو لاعب كرة قاعدة أمريكي، ولد في 20 يناير 1875 في دي موين في الولايات المتحدة، وتوفي في 29 فبراير 1920 في بوفالو في الولايات المتحدة.